# Loudet
Loudet (em occitano:  Lodet) é uma comuna francesa na região administrativa da Occitânia, no departamento do Alto Garona. Estende-se por uma área de 5.13 km², com 196 habitantes, segundo o censo de 2018, com uma densidade de 38 hab/km².